# São Lourenço de Matos

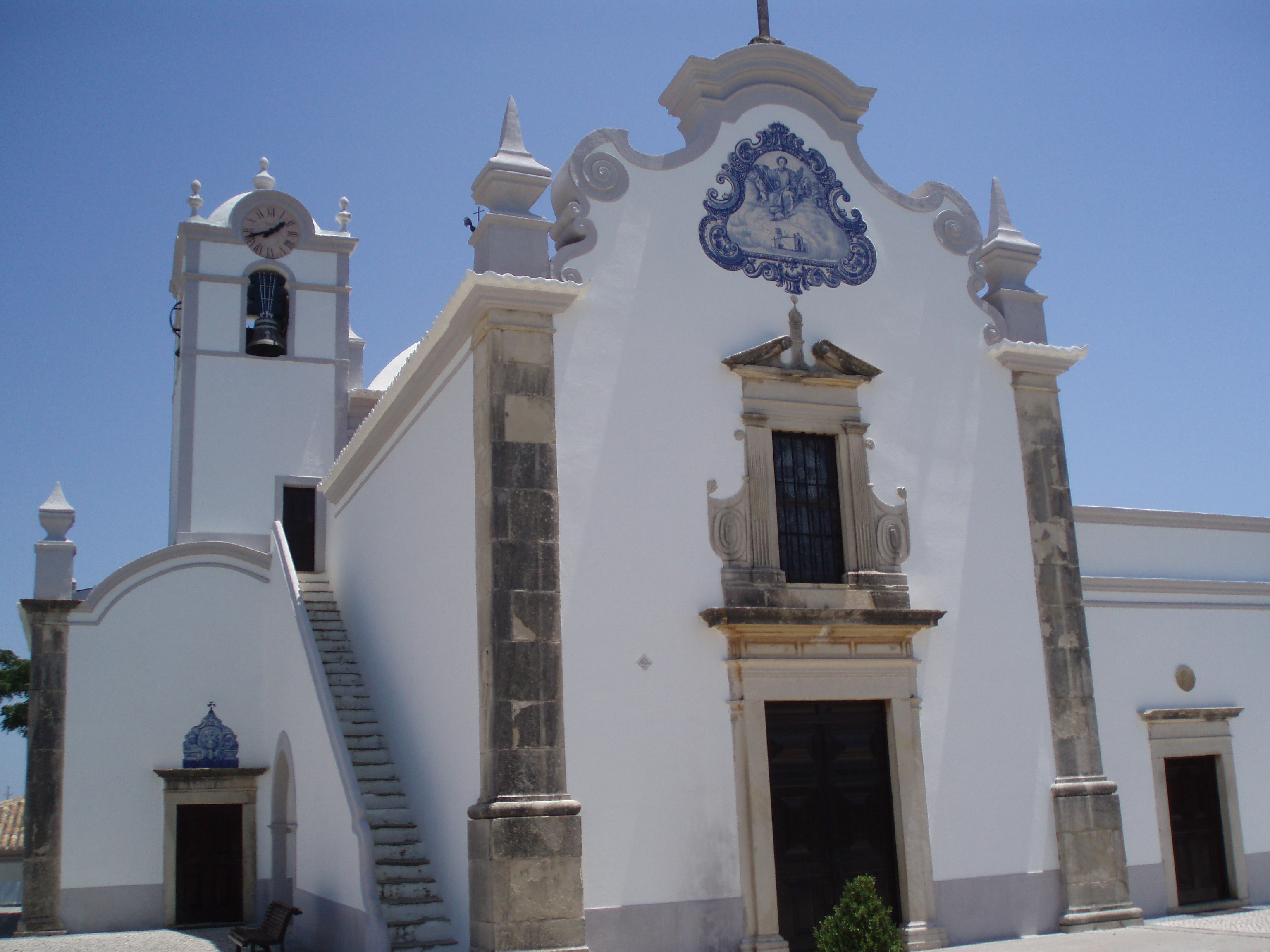
São Lourenço de Matos

De Sao Lourenco de Matos is kleine kerk op een heuvel vlak bij het Portugese dorp Almancil. De kerk is gewijd aan de heilige Laurentius van Rome die in het jaar 258 de martelaarsdood stierf, omdat hij geld van de katholieke kerk aan de armen uitdeelde. Hiermee voorkwam hij dat het door de Romeinen in beslag zou worden genomen om het leger mee te financieren.
De kerk werd in de 17e eeuw gebouwd en is aan de binnenkant volledig bedekt met azulejos
Op de wanden en het plafond zijn de volgende afbeeldingen te zien:
- Sint-Laurentius die twee blinden geneest.
- Sint-Laurentius die geld uitdeelt aan de armen.
- Sint-Laurentius in gesprek met paus Sixtus II.
- Sint-Laurentius in discussie met keizer Valerianus I.
- Sint-Laurentius als martelaar.